# Beautiful Gong Shim
Beautiful Gong Shim (hangul: 미녀 공심이; rr: Minyeo Gongsimi; MR: Minyŏ Kongsimi) é uma telenovela sul-coreana exibida pela SBS de 14 de maio a 17 de julho de 2016, estrelada por Namkoong Min, Bang Min-ah, On Joo-wan e Seo Hyo-rim.

## Enredo
Gong Shim (Bang Min-ah) sempre se sente ofuscada por sua irmã mais velha Gong Mi (Seo Hyo-rim) devido à maneira como as pessoas ao seu redor tratam os irmãos. A bela Gong Mi, que trabalha em um escritório de advocacia de alto nível, se torna a ganhadora da família, enquanto Gong Shim, considerado feio e desajeitado, fica desempregado. Gong Shim teve que usar todo o seu dinheiro para alugar um quarto na cobertura da casa alugada em que sua família está morando, pois seu quarto anterior está sendo usado como closet de Gong Mi.
Tendo um plano para arrecadar dinheiro para se mudar para a Itália para perseguir seu sonho de se tornar uma artista, Gong Shim decide alugar seu quarto na cobertura por 250 milhões de dólares por mês. É quando ela conhece Ahn Dan-tae (Namkoong Min), uma advogada que trabalha voluntariamente para quem precisa, apesar de sua personalidade delinqüente. Depois de muito mal-entendido, Dan-tae finalmente se muda para a sala do último andar e ele se torna amigo do filho de uma família rica, Joon-soo, ajudando-o. A avó de Joon-soo está de luto pela perda de seu neto de verdade, Joon-pyo, que foi sequestrado quando criança.
Dan-tae rapidamente se entrega à avó de Joon-soo, que confia a ele a tarefa de encontrar Joon-pyo. Enquanto isso, Gong Shim é selecionado para ser o secretário pessoal do pai de Joon-soo, porque ela é considerada feia e sua esposa acha que é melhor ter uma secretária não qualificada, mas não bonita. Gong Shim gradualmente começa a se estabelecer em sua companhia, com a ajuda de Joon-soo, por quem ela se apaixona. Dan-tae, no entanto, está ficando com ciúmes de sua afeição por seu amigo em comum. Também começa a ficar claro que Dan-tae pode ser o Joon-pyo há muito perdido, embora ele não se lembre de seu passado doloroso de ser sequestrado e testemunhar a morte de sua mãe. Gong Mi se torna a rival de sua irmã quando acidentalmente encontra Joon-soo e decide se aproximar dele, porque ele é rico.

## Elenco

### Elenco principal
- Namkoong Min como Ahn Dan-tae / Seok Joon-pyo
  - Jo Yeon-ho como Ahn Dan-tae (jovem)
- Bang Min-ah como Gong Shim
- On Joo-wan como Seok Joon-soo
- Seo Hyo-rim como Gong Mi

### Elenco de apoio
Família de Gong Shim
- Oh Hyun-kyung como Joo Jae-boon
- Woo Hyeon como Gong Hyuk

Caracteres de Star Distribution Group
- Jung Hye-sun como Nam Soon-cheon
- Kyeon Mi-ri como Yeom Tae-hee
- Kim Il-woo como Seok Dae-hwang
- Kim Byeong-ok como Yeom Tae-cheol
- Sunwoo Yong-nyeo como mãe biológica de Seok Dae-hwang

Pessoas ao redor de Ahn Dan-tae
- Bang Eun-hee como Cheon Ji-yeon - tia de Dan-tae
- Choi Hong-il como Ahn Soo-young - pai de Dan-tae

### Elenco estendido
- Shin Soo-ho como Shin Goo-nam - melhor amigo de Gong Shim
- Kim Byung-se como representante do escritório de advocacia, advogado
- Kim Dong-gyun como proprietário de um posto de gasolina
- Kim Gi-cheon como policial
- Kwon Tae-won como equipe médica
- Joo Seok-tae como secretário
- Go Mi-young como advogado Choi
- Ahn Soo-bin
- Yang Seung-geol
- Han Ga-rim como colega de escola de Gong Shim
- Lee Chang
- Kim Ho-chang
- Park No-sik
- Jo Hee-bong como diretor executivo do salão
- Jin Hyun-kwang como filho do dono do estúdio
- Geum Bo como Ho-joong
- Seo Jin-wook como médico

## Classificações
Na tabela abaixo, os números azuis representam as audiências mais baixas e os números vermelhos representam as audiências mais elevadas.
| Episódio | Data de transmissão | Audiência média | Audiência média              | Audiência média | Audiência média              |
| Episódio | Data de transmissão | TNmS            | TNmS                         | AGB Nielsen     | AGB Nielsen                  |
| Episódio | Data de transmissão | Em todo o país  | Região Metropolitana de Seul | Em todo o país  | Região Metropolitana de Seul |
| -------- | ------------------- | --------------- | ---------------------------- | --------------- | ---------------------------- |
| 1        | 14 de maio de 2016  | 7.6%            | 9.4%                         | 8.9%            | 10.4%                        |
| 2        | 15 de maio de 2016  | 7.3%            | 8.9%                         | 9.6%            | 10.9%                        |
| 3        | 21 de maio de 2016  | 8.2%            | 9.2%                         | 10.7%           | 12.0%                        |
| 4        | 22 de maio de 2016  | 9.0%            | 10.6%                        | 10.4%           | 12.4%                        |
| 5        | 28 de maio de 2016  | 10.4%           | 12.0%                        | 11.1%           | 12.8%                        |
| 6        | 29 de maio de 2016  | 10.5%           | 12.0%                        | 11.2%           | 12.8%                        |
| 7        | 4 de junho de 2016  | 9.3%            | 11.7%                        | 10.9%           | 13.7%                        |
| 8        | 5 de junho de 2016  | 12.0%           | 14.7%                        | 13.6%           | 15.8%                        |
| 9        | 11 de junho de 2016 | 9.3%            | 11.2%                        | 12.1%           | 13.8%                        |
| 10       | 12 de junho de 2016 | 9.7%            | 11.6%                        | 13.2%           | 14.8%                        |
| 11       | 18 de junho de 2016 | 11.2%           | 14.3%                        | 13.1%           | 15.2%                        |
| 12       | 19 de junho de 2016 | 10.1%           | 12.6%                        | 13.1%           | 14.7%                        |
| 13       | 25 de junho de 2016 | 9.7%            | 12.2%                        | 12.3%           | 14.2%                        |
| 14       | 26 de junho de 2016 | 10.9%           | 12.9%                        | 14.2%           | 17.2%                        |
| 15       | 2 de julho de 2016  | 11.7%           | 13.5%                        | 13.5%           | 14.7%                        |
| 16       | 3 de julho de 2016  | 11.4%           | 14.0%                        | 13.0%           | 14.4%                        |
| 17       | 9 de julho de 2016  | 11.1%           | 12.8%                        | 12.9%           | 14.9%                        |
| 18       | 10 de julho de 2016 | 11.7%           | 14.2%                        | 13.1%           | 15.0%                        |
| 19       | 16 de julho de 2016 | 11.3%           | 13.1%                        | 14.8%           | 16.4%                        |
| 20       | 17 de julho de 2016 | 12.8%           | 15.6%                        | 15.1%           | 16.3%                        |
| Média    | Média               | 10.26%          | 12.33%                       | 12.34%          | 14.12%                       |

## Trilha sonora

### Parte 1
| N.º            | Título                                          | Artista        | Duração |  |
| 1.             | "Struggling To You (힘들어하는 너에게)"         | Woo Ye-rin     | 3:44    |  |
| 2.             | "Struggling To You (힘들어하는 너에게)" (Inst.) |                | 3:44    |  |
| Duração total: | Duração total:                                  | Duração total: | 7:28    |  |

### Parte 2
| N.º            | Título                  | Artista            | Duração |  |
| 1.             | "My First Kiss"         | Minah (Girl's Day) | 3:16    |  |
| 2.             | "My First Kiss" (Inst.) |                    | 3:16    |  |
| Duração total: | Duração total:          | Duração total:     | 6:32    |  |

### Parte 3
| N.º            | Título                                    | Artista        | Duração |  |
| 1.             | "My Face Is Burning (화끈화끈해)"         | Choi Sang Yup  | 3:06    |  |
| 2.             | "My Face Is Burning (화끈화끈해)" (Inst.) |                | 3:06    |  |
| Duração total: | Duração total:                            | Duração total: | 6:12    |  |

### Parte 4
| N.º            | Título                          | Artista        | Duração |  |
| 1.             | "Love Cells (연애세포)"         | ko             | 3:14    |  |
| 2.             | "Love Cells (연애세포)" (Inst.) |                | 3:14    |  |
| Duração total: | Duração total:                  | Duração total: | 6:28    |  |

### Parte 5
| N.º            | Título                   | Artist         | Duração |  |
| 1.             | "Found (찾았다)"         | CoffeeBoy      | 2:33    |  |
| 2.             | "Found (찾았다)" (Inst.) |                | 2:33    |  |
| Duração total: | Duração total:           | Duração total: | 5:06    |  |

### Parte 6
| N.º            | Título                               | Artista         | Duração |  |
| 1.             | "You Look Pretty (예뻐보여)"         | DinDin e Juniel | 3:19    |  |
| 2.             | "You Look Pretty (예뻐보여)" (Inst.) |                 | 3:19    |  |
| Duração total: | Duração total:                       | Duração total:  | 6:38    |  |

### Parte 7
| N.º            | Título                               | Artista        | Duração |  |
| 1.             | "Waiting For You (기다린다)"         | Nell           | 3:15    |  |
| 2.             | "Waiting For You (기다린다)" (Inst.) |                | 3:15    |  |
| Duração total: | Duração total:                       | Duração total: | 6:30    |  |

### Parte 8
| N.º            | Título                   | Artista        | Duração |  |
| 1.             | "Again (자꾸만)"         | Wheesung       | 3:46    |  |
| 2.             | "Again (자꾸만)" (Inst.) |                | 3:46    |  |
| Duração total: | Duração total:           | Duração total: | 7:32    |  |

### Parte 9
| N.º            | Título                           | Artista             | Duração |  |
| 1.             | "If It's You (그대라면)"         | Yeoeun (Melody Day) | 3:25    |  |
| 2.             | "If It's You (그대라면)" (Inst.) |                     | 3:25    |  |
| Duração total: | Duração total:                   | Duração total:      | 6:50    |  |

## Prêmios e indicações
| Ano  | Prêmio                    | Categoria                                                        | Trabalho nomeado           | Resultado |
| ---- | ------------------------- | ---------------------------------------------------------------- | -------------------------- | --------- |
| 2016 | SBS Drama Awards          | Grande Prêmio (Daesang)                                          | Namkoong Min               | Indicado  |
| 2016 | SBS Drama Awards          | Prêmio de excelência de topo, ator de drama de comédia romântica | Namkoong Min               | Venceu    |
| 2016 | SBS Drama Awards          | Prêmio de excelência, atriz em drama de comédia romântica        | Bang Min-ah                | Venceu    |
| 2016 | SBS Drama Awards          | Prêmio especial, ator em drama de comédia romântica              | On Joo-wan                 | Venceu    |
| 2016 | SBS Drama Awards          | Prêmio especial, atriz em drama de comédia romântica             | Seo Hyo-rim                | Indicado  |
| 2016 | SBS Drama Awards          | Melhor casal                                                     | Namkoong Min e Bang Min-ah | Indicado  |
| 2016 | SBS Drama Awards          | Prêmio Top 10 Estrelas                                           | Namkoong Min               | Venceu    |
| 2016 | SBS Drama Awards          | Novo prêmio estrela                                              | Bang Min-ah                | Venceu    |
| 2016 | SBS Drama Awards          | Prêmio da Academia Idol - Melhor restaurante                     | Namkoong Min               | Indicado  |
| 2017 | 53rd Baeksang Arts Awards | Melhor nova atriz                                                | Bang Min-ah                | Indicado  |